# Дос Сантос, Пабло Ренан
Па́бло Рена́н дос Са́нтос (порт.-браз. Pablo Renan dos Santos; род. 18 марта 1992 года в Сианорти, Бразилия) — бразильский футболист, полузащитник клуба «Ноа».

## Клубная карьера
Сантос начал профессиональную карьеру в клубе «Пайсанду». 3 июля 2012 года в матче против «Луверденсе» он дебютировал в бразильской Серии C. 2 сентября в поединке против «Луверденсе» Пабло забил свой первый гол за «Пайсанду». По итогам сезона Сантос помог команде подняться дивизионом выше. 25 мая 2013 года в матче против АСА он дебютировал в бразильской Серии B. Летом 2017 года Сантос перешёл в португальский «Маритиму», подписав с клубом контракт на 3 года. 8 августа в матче против «Пасуш де Феррейра» он дебютировал в Сангриш лиге. 24 февраля 2018 года в поединке против «Витории Гимарайнш» Пабло забил свой первый гол за «Маритиму».
Летом 2018 года Сантос перешёл в «Брагу». В матче против «Санта-Клары» он дебютировал за новую команду. В этом же поединке Пабло забил свой первый гол за «Брагу».